# Katharina Steinruck
Katharina Steinruck (geb. Heinig; * 22. August 1989 in Leipzig) ist eine deutsche Marathonläuferin.

## Werdegang
Katharina Steinruck wurde im Schüler- und Jugendalter von ihrem Vater Wolfgang Heinig trainiert, der schon ihre Mutter Katrin Dörre-Heinig betreut hatte. 2013 übernahm ihre Mutter das Training. Seit 2007 startet sie für die LG Eintracht Frankfurt, heute Eintracht Frankfurt. 2009 begann sie im Anschluss an ihr Abitur ihre Ausbildung an der Verwaltungsfachhochschule Hessen im Fachbereich Polizei.
2009, 2010 und 2011 wurde sie Deutsche Juniorenmeisterin im Halbmarathon, und beim Berliner Halbmarathon 2010 wurde sie Elfte.
Während ihre Mutter mit 20 Jahren zum ersten Mal einen Marathon lief, gab Katharina mit 21 Jahren ihr Debüt über die 42,195-km-Distanz und gewann auf Anhieb den Köln-Marathon.
2011 kämpfte sie sich beim Hannover-Marathon trotz eines Ermüdungsbruchs im Fuß durch und wurde Fünfte. 2012 gewann sie Gold bei den Deutschen Halbmarathonmeisterschaften und wurde Elfte beim Hannover-Marathon, trotz eines Magen-Darm-Virus.
2014 wurde sie in den Polizeidienst des Landes Hessen berufen und gehört nach wie vor der Sportfördergruppe an.
2016 wurde sie Fünfte beim Berlin-Marathon und stellte ihre neue Bestzeit in 2:28:34 h auf. Damit unterbot sie auch die Norm für den Marathon im Rahmen der Weltmeisterschaften 2017 in London.
Nachdem sie 2017 im letzten Moment auch noch den vom DLV festgelegten Leistungsnachweis erfüllen konnte, nahm sie dort teil und belegte den 39. Rang. Ende Oktober startete Steinruck dann beim Frankfurt-Marathon. In einer Zeit von 2:29:29 h wurde sie Achte und fing mit einem recht gleichmäßig eingeteilten Rennen außerdem noch Fate Tola im Kampf um den Deutschen Meistertitel ab.
Sie wurde 2018 vom DLV für die Europameisterschaften 2018 nominiert, wo sie im Marathon den 16. Rang belegte.
2020 unterbot Steinruck Ende Januar mit 2:28:48 Stunden beim Osaka Women’s Marathon erneut die Norm (2:29:30 Stunden) für die Olympischen Sommerspiele in Japan, die sie auch schon mit persönlicher Bestzeit von 2:27:26 Stunden bereits im Oktober 2019 beim Frankfurt-Marathon erfüllt hatte.
Beim Marathon der Olympischen Sommerspiele 2020, der abweichend in Sapporo stattfand, kam sie als 31. ins Ziel.

## Persönliche Bestzeiten
- 3000 m: 9:17,27 min, 24. Mai 2023, Friedberg
- 5-km-Straßenlauf: 15:30 min, 22. Mai 2022, Wien
- 10-km-Straßenlauf: 31:54 min, 16. April 2022, Paderborn
- Halbmarathon: 1:09:38 h, 3. April 2022, Berlin
- Marathon: 2:24:56 h, 28. Januar 2024, Osaka